# Kazimierz Kubiszyn
Kazimierz Kubiszyn (ur. 23 września 1933 w Jarczowie, zm. 27 lipca 2024) – polski lekarz, społecznik, malarz i poeta związany z Międzyrzecem Podlaskim.

## Życiorys
Studiował na Wydziale Lekarskim Akademii Medycznej w Lublinie, dyplom lekarza otrzymał w roku 1959. Specjalizował się w medycynie ogólnej, radiologii, medycynie społecznej i organizacja ochrony zdrowia.
W latach 1959–1967 pracował w Tomaszowie Lubelskim i GOZ w Krynicach, gdzie doprowadził do budowy nowoczesnego ośrodka zdrowia. Od roku 1967 był związany z Międzyrzecem Podlaskim, gdzie pracował do roku 1999 jako lekarz. Przez 13 lat był dyrektorem ZOZ; przez 4 kadencje radnym MRN; przez 17 lat był prezesem Zarządu Miejskiego PCK i organizował Kluby Honorowych Krwiodawców. Był majorem rezerwy WP.
Za swoją pracę zawodową, artystyczną i społeczną otrzymał szereg nagród, wyróżnień i odznaczeń, w tym m.in.:
- Złoty Krzyż Zasługi
- Srebrny Krzyż Zasługi
- Kryształowe Serce
- Odznaka „Za wzorową pracę w służbie zdrowia”
- Odznaka „Zasłużony dla Miasta Międzyrzeca Podlaskiego”[3]